# Szo (litera)
Szo (pisana Ϸϸ) – litera alfabetu greckiego, służąca do zapisu dźwięku [ʃ] w języku baktryjskim.

## Wymowa
Litera szo brzmi jak /ʃ/ (sz).

## Kodowanie
W Unicode litera szo jest zakodowana:
| Znak | Unicode | Kod HTML             | Nazwa unikodowa          | Nazwa polska             |
| ---- | ------- | -------------------- | ------------------------ | ------------------------ |
| Ϸ    | U+03F7  | &#x03F7; lub &#1015; | GREEK CAPITAL LETTER SHO | wielka litera grecka szo |
| ϸ    | U+03F8  | &#x03F8; lub &#1016; | GREEK SMALL LETTER SHO   | mała litera grecka szo   |

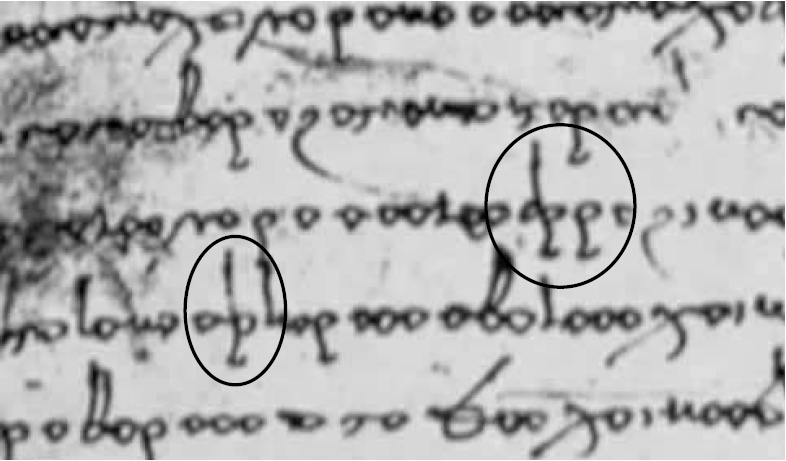
Litera szo w baktryjskim rękopisie.
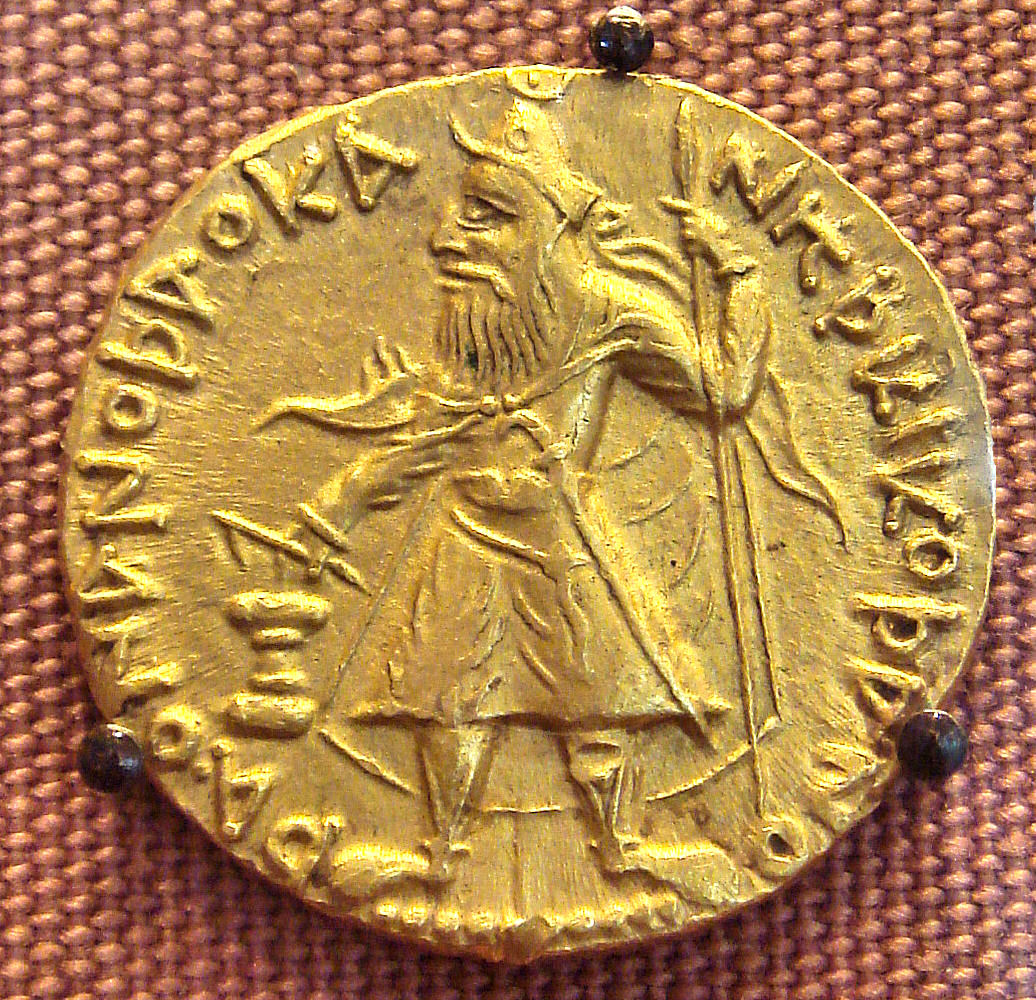
Litera szo na baktryjskiej monecie.
Litera szo w wariantach rękopiśmiennych.